# جنسیس پی-اوریدج
جنسیس پی-اوریدج (به انگلیسی: Genesis P-Orridge) (زاده ۲۲ فوریهٔ ۱۹۵۰ – درگذشته ۱۴ مارس ۲۰۲۰) خواننده، ترانه‌سرا انگلیسی بود.
او یک زن ترنس است.